# Lorenzo Semple junior

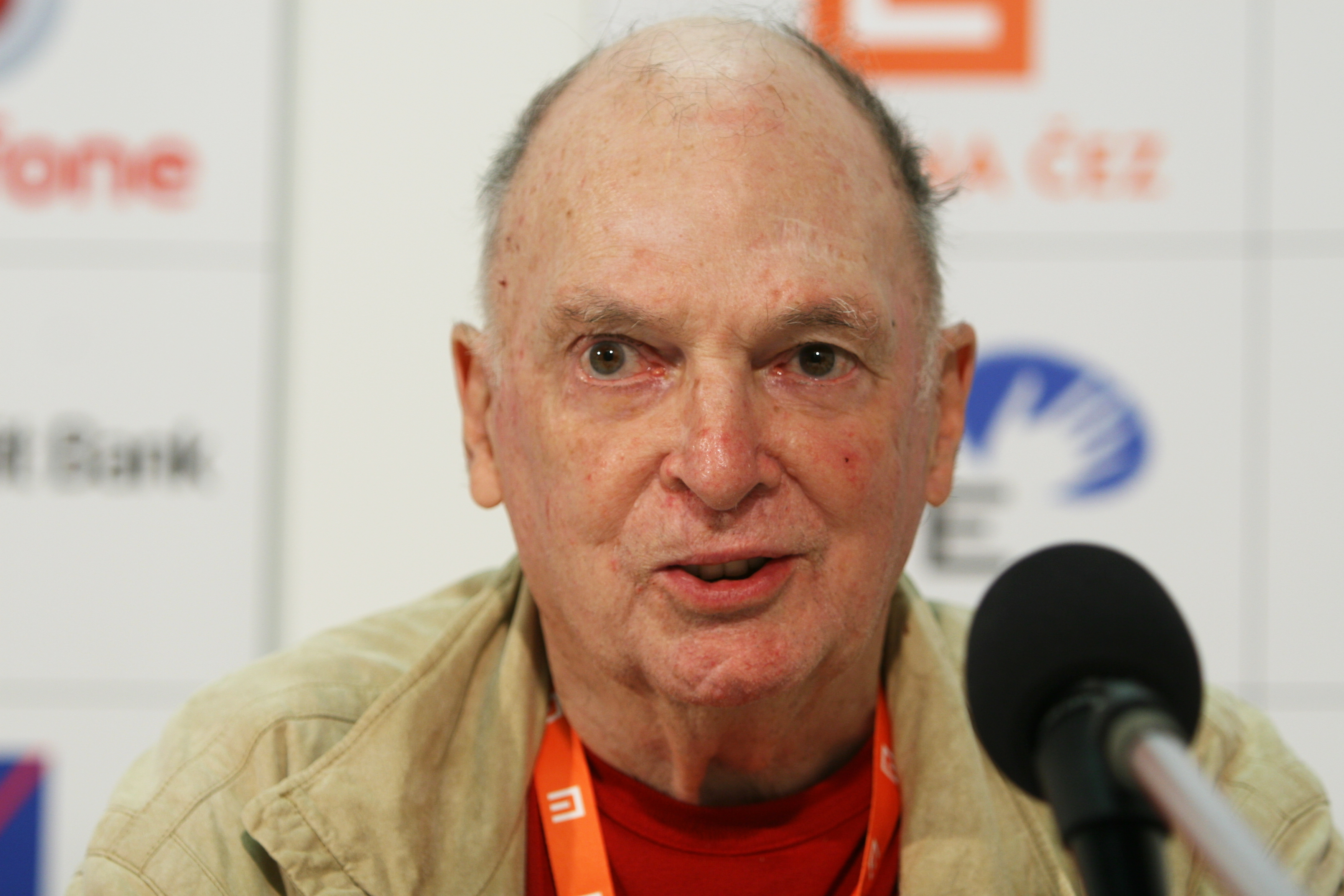
Lorenzo Semple Jr. (2008)

Lorenzo Semple, Jr. (* 27. März 1923 in Mount Kisko, New York; † 28. März 2014 in Los Angeles, Kalifornien) war ein US-amerikanischer Drehbuchautor.

## Leben
Nach seinem Abschluss an der Brooks School in North Andover (Massachusetts) beendete Lorenzo Semple, Jr. 1944 sein Studium an der Yale University, um erst als Krankenwagenfahrer und anschließend im Zweiten Weltkrieg der United States Army zu dienen. Dafür erhielt er später einen Bronze Star, wobei er diesen laut eigener Aussage lediglich „für das Überleben, während andere starben“, erhielt. Nach seiner Rückkehr in die USA wurde ihm klar, dass er auch weiterhin schreiben wollte, weswegen er, nachdem er bereits 1951 einige Kurzgeschichten im Collier’s und der The Saturday Evening Post veröffentlichten konnte und sein erstes Theaterstück Tonight in Samarkand 1955 am Broadway uraufgeführt wurde, nach Hollywood zog, um als Drehbuchautor sein Glück zu versuchen. Mit The Golden Fleecing wurde 1959 sein zweites Theaterstück aufgeführt. Unter der Regie von Richard Thorpe wurde es 1961 mit Steve McQueen in der Hauptrolle als Die Heiratsmaschine verfilmt.
Nachdem er für mehrere Serien vereinzelt Drehbücher schrieb, zog er mit seiner jungen Familie nach Spanien, wo er das Angebot erhielt, den Pilotfilm der neuen Batman-Serie zu schreiben. Dem dazugehörigen Fernsehfilm Batman hält die Welt in Atem folgten weitere Filme wie King Kong, Der Engel mit der Mörderhand, wofür er 1968 eine Auszeichnung des New York Film Critics Circle Awards für das Beste Drehbuch erhielt, und der James-Bond-Film Sag niemals nie. Insgesamt war er an mehr als 30 Film- und Fernsehproduktionen beteiligt, zuletzt in den frühen 1990er Jahren.
Lorenzo Semple, Jr. wurde Vater eines Sohnes und zweier Töchter, wovon eine die Drehbuchautorin und Produzentin Maria Semple ist.

## Filmografie (Auswahl)
- 1955: The Alcoa Hour (Fernsehserie)
- 1966–1967: Batman (Fernsehserie, 16 Episoden)
- 1966: Batman hält die Welt in Atem (Batman)
- 1967: Feuerdrache (Fathom)
- 1968: Der Engel mit der Mörderhand (Pretty Poison)
- 1969: Der Mann mit dem Katzenkäfig (Daddy's Gone A-Hunting)
- 1973: Papillon
- 1974: Die Supercops – Zwei irre Hunde (The Super Cops)
- 1974: Zeuge einer Verschwörung (The Parallax View)
- 1975: Unter Wasser stirbt man nicht (The Drowning Pool)
- 1975: Die drei Tage des Condor (Three Days of the Condor)
- 1976: King Kong
- 1980: Flash Gordon
- 1983: Sag niemals nie (Never Say Never Again)
- 1984: Sheena – Königin des Dschungels (Sheena)
- 1984: Spiel mit der Angst (Rearview Mirror)
- 1986: Lance – Stirb niemals jung (Never Too Young to Die)
- 1993: Rapture – Mord nach Programm (Rapture)

## Auszeichnungen (Auswahl)
Goldene Himbeere
- 1985: Nominierung für das Schlechteste Drehbuch mit Sheena – Königin des Dschungels

New York Film Critics Circle Award
- 1968: Auszeichnung für das Beste Drehbuch mit Der Engel mit der Mörderhand